# 沃纳
沃纳（法語：Vonnas，法語發音：[vɔna]）是法国东部安省的一个市镇，属于布雷斯地区布尔格区。

## 地理
沃纳（46°13'9"N, 4°59'27"E）面积17.81 平方千米，位于法国奥弗涅-罗讷-阿尔卑斯大区安省，该省份为法国东部省份，北起汝拉省，西北接索恩-卢瓦尔省，西接罗讷省和里昂大都会，南至伊泽尔省，东与萨瓦省、上萨瓦省和瑞士接壤。
与沃纳接壤的市镇（或旧市镇、城区）包括：比济亚、沙诺沙特奈、沙韦里亚、梅泽里亚、讷维尔莱达姆、佩雷克斯、韦勒河畔圣于连、叙利尼亚。

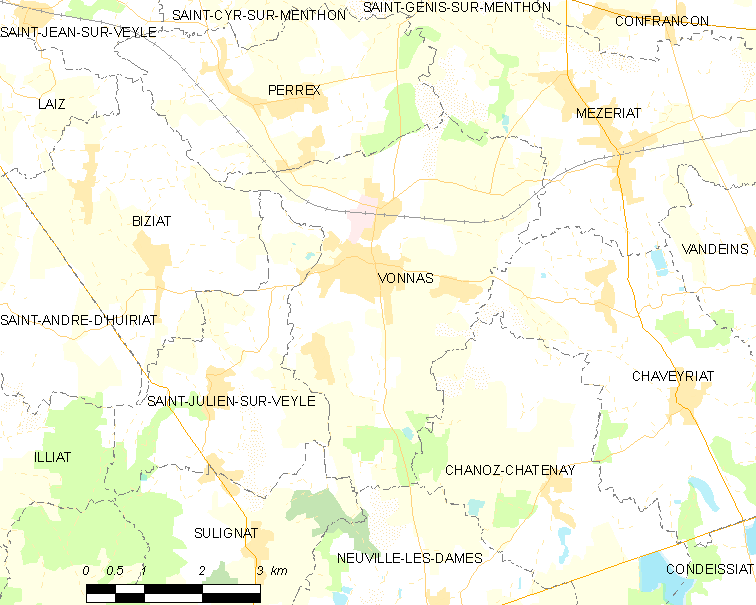
沃纳的OSM定位图

沃纳的时区为UTC+01:00、UTC+02:00（夏令时）。

## 行政
沃纳的邮政编码为01540，INSEE市镇编码为01457。

## 政治
沃纳所属的省级选区为沃纳县。

## 人口

1962-2008年间沃纳人口变化图示

沃纳于2022年1月1日时的人口数量为3233人。